# Ampelocissus erdvendbergiana
Ampelocissus erdvendbergiana або Ampelocissus erdvendbergianus — вид квіткових рослин з родини виноградових (Vitaceae). Ареал охоплює такі країни: Сальвадор, Гватемала, Північно-східна, Центральна й Південна Мексика. Це ліана, яка росте переважно в сезонно сухому тропічному біомі.